# Płonowo
Płonowo – wieś w Polsce położona w województwie podlaskim, w powiecie bielskim, w gminie Brańsk.
W latach 1921 – 1934 wieś należała do gminy Widźgowo.
W latach 1975–1998 miejscowość administracyjnie należała do województwa białostockiego.
Według Powszechnego Spisu Ludności z 1921 roku wieś zamieszkiwało 147 osób, wśród których 141 było wyznania rzymskokatolickiego, 2 prawosławnego a 4 mojżeszowego. Jednocześnie 143 mieszkańców zadeklarowało polską przynależność narodową, a 4 żydowską. Było tu 28 budynków mieszkalnych.
Wierni kościoła rzymskokatolickiego należą do parafii pw. Najświętszej Maryi Panny Królowej Świata w Szmurłach.